# Aleksandr Volkov (volley-ball)
Pour les articles homonymes, voir Aleksandr Volkov et Volkov.
Aleksandr Aleksandrovitch Volkov (en russe : Александр Александрович Волков) est un joueur russe de volley-ball né le 14 février 1985 à Moscou (alors en URSS). Il mesure 2,10 m et joue central. Il totalise 166 sélections en équipe de Russie.

## Biographie
Il est récipiendaire de l'Ordre de l'Amitié depuis le 13 août 2012.

## Clubs
| Club            | De        | À         |
| --------------- | --------- | --------- |
| Dinamo Moscou   | 2002-2003 | 2003-2004 |
| Luch Moscou     | 2004-2005 | 2004-2005 |
| Dynamo Moscou   | 2005-2006 | 2009-2010 |
| Piemonte Volley | 2010-2011 | 2010-2011 |
| Zenit Kazan     | 2011-2012 | ...       |

## Palmarès
- Jeux olympiques (1)
  - Vainqueur : 2012
- Ligue mondiale (1)
  - Vainqueur : 2011
  - Finaliste : 2007, 2010
- Coupe du monde (1)
  - Vainqueur : 2011
  - Finaliste : 2007
- Championnat du monde des moins de 19 ans (1)
  - Vainqueur : 2005
- Championnat d'Europe
  - Finaliste : 2007
- Championnat d'Europe des moins de 21 ans (1)
  - Vainqueur : 2004
- Championnat d'Europe des moins de 19 ans (1)
  - Vainqueur : 2003
- Ligue des champions (1)
  - Vainqueur : 2012
  - Finaliste : 2010
- Championnat de Russie (3)
  - Vainqueur : 2006, 2008, 2012
  - Finaliste : 2004, 2007
- Championnat d'Italie
  - Finaliste : 2011
- Coupe d'Italie (1)
  - Vainqueur : 2011
- Coupe de Russie (2)
  - Vainqueur : 2006, 2008
  - Finaliste : 2003, 2007
- Supercoupe de Russie (3)
  - Vainqueur : 2008, 2009, 2011
- Supercoupe d'Italie (1)
  - Vainqueur : 2010